# Anne-Isabelle de Guastalla
Anne-Isabelle de Gonzague de Guastalla (Guastalla, 12 février 1655 – Mantoue, 18 novembre 1703) est une princesse italienne.

## Biographie

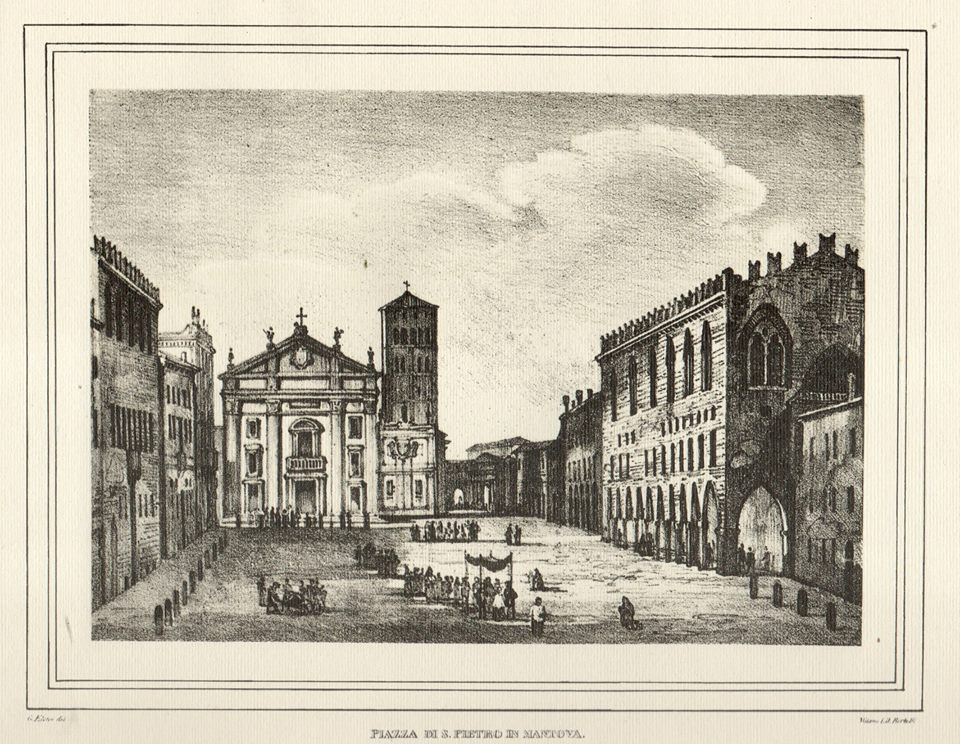
Piazza San Pietro à Mantoue, gravure anonyme, v. 1700.

Elle est la fille de Ferdinand III, duc de Guastalla et de Marguerite d'Este.
En juillet 1671, elle est mariée à Charles III Ferdinand de Mantoue, dixième et dernier duc de Mantoue, en apportant en dot à la famille de son mari ses droits sur le duché de Guastalla, Luzzara et Reggio, acquis à la mort de son père Ferdinand III. En 1692, l'Empereur Léopold Ier déclare cette succession illégitime et transfère le fief à Vincent Ier de Guastalla.
Le couple n'a aucune descendance.
En 1702, pendant la guerre de Succession d'Espagne, Charles Ferdinand confie la régence du duché de Mantoue à Anne-Isabelle. Celle-ci parvient à maintenir la paix alors que les armées de Philippe V d'Espagne et d'Eugène de Savoie se disputent l'Italie du Nord, et obtient de l'empereur Léopold la concession du duché de Sabbioneta.

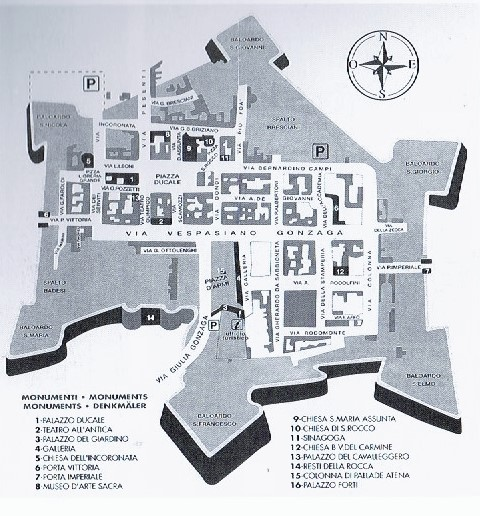
Plan de Sabbioneta d'après une image ancienne, 2006.

Anne-Isabelle se distingue par ses œuvres pieuses ; elle achève la construction de l'église Santa Maria della Carità (it) construite par le duc Vincent II de Mantoue.
Elle meurt à Mantoue le 18 novembre 1703 ; son mari, Charles Ferdinand, se remarie en 1704 avec Suzanne Henriette de Lorraine. La lignée des ducs de Mantoue s'achève avec eux : le duché est confisqué au profit de Charles d'Autriche, qui se le voit confirmé par le traité de Rastatt en 1714.